# Zweepspinnen
De zweepspinnen (Amblypygi) of geselspinnen zijn een orde in de klasse van de spinachtigen (Arachnida). De wetenschappelijke naam betekent "stompe achterkant", vanwege het ontbreken van een achterlijfsuitsteeksel (telson).

## Kenmerken
De spinachtige heeft vier paar poten, waarvan het eerste paar fungeert als lange 'zwepen' waarmee hij de omgeving betast, en voedsel zoekt. De 'zwepen' zijn viermaal zijn eigen lichaamslengte. De zweepspin is voor de mens ongevaarlijk, zijn belangrijkste wapen bestaat uit zijn lange poten waarmee hij hard weg kan rennen. Met de pedipalpen op het voorste segment grijpt hij prooien vast en kan de spin bijten, wat hij alleen in uiterste gevallen zal doen. De zweepspin is niet giftig. Ze worden 5 tot 40 millimeter lang (lichaam: de voelpoten kunnen tot 25 centimeter lang worden bij sommige soorten). 
Zweepspinnen moeten niet verward worden met de zweepstaartschorpioenen die eveneens verlengde uitsteeksels hebben maar dan aan de achterzijde van het achterlijf.

## Leefwijze
De zweepspin is anders dan zijn naam doet vermoeden geen echte spin. Zweepspinnen zijn nachtactief en leven vooral in donkere grotten en voeden zich met insecten.

## Onderverdeling
Er zijn 159 beschreven nog levende soorten zweepspinnen, die worden verdeeld in 5 families, 17 genera en 159 soorten. Daarnaast zijn er 8 fossiele soorten bekend.

## Verspreiding en leefgebied
Soorten van deze zweepspin komen voor in Afrika, Zuid-Amerika en Azië en geven de voorkeur aan vochtige biotopen.

## Onderverdeling
- Onderorde Euamblypygi
  - Infraorde Charinina
    - Superfamilie Charinoidea
      - Familie Charinidae - Quintero, 1986
        - Geslacht Catageus - Thorell, 1889
          - Catageus pusillus - Thorell, 1889

        - Geslacht Charinus - Simon, 1892
          - Charinus abbatei - Delle Cave, 1986
          - Charinus acaraje - Pinto-da-Rocha, Machado & Weygoldt, 2002
          - Charinus asturius - Pinto-da-Rocha, Machado & Weygoldt, 2002
          - Charinus acosta - (Quintero, 1983)[3]
          - Charinus africanus - Hansen, 1921
          - Charinus australianus - (L. Koch, 1867)[3]
          - Charinus bengalensis - (Gravely, 1911)[3]
          - Charinus bordoni - (Ravelo, 1975)[3]
          - Charinus brazilianus - Weygoldt, 1972
          - Charinus camachoi - (Gonzalez-Sponga, 1998)[3]
          - Charinus caribensis - (Quintero, 1986)[3]
          - Charinus centralis - Armas & Avila Calvo, 2000
          - Charinus cubensis - (Quintero, 1983)[3]
          - Charinus decu - (Quintero, 1983)[3]
          - Charinus dhofarensis - Weygoldt, Pohl & Polak, 2002
          - Charinus diblemma - Simon, in Fage & Simon 1936
          - Charinus dominicanus - Armas & Gonzalez, 2001
          - Charinus fagei - Weygoldt, 1972
          - Charinus gertschi - Goodnight & Goodnight, 1946
          - Charinus guianensis - (Caporiacco, 1947)[3]
          - Charinus guianensis - (Quintero, 1986)[3]
          - Charinus insularis - Banks, 1902
          - Charinus ioanniticus - (Kritscher, 1959)[3]
          - Charinus jeanneli - Simon, in Fage & Simon 1936
          - Charinus koepeckei - Weygoldt, 1972
          - Charinus madagascariensis - Fage, 1946
          - Charinus milloti - Fage, 1939
          - Charinus montanus - Weygoldt, 1972
          - Charinus muchmorei - Armas & Teruel, 1997
          - Charinus mysticus - Giupponi & Kury, 2002
          - Charinus neocaledonicus - Simon, in Kraepelin 1895
          - Charinus pardillalensis - (Gonzalez-Sponga, 1998)[3]
          - Charinus pescotti - Dunn, 1949
          - Charinus platnicki - (Quintero, 1986)[3]
          - Charinus schirchii - (Mello-Leitao, 1931)[3]
          - Charinus socotranus - Weygoldt, Pohl & Polak, 2002
          - Charinus seychellarum - Kraepelin, 1898
          - Charinus troglobius - Baptista & Giupponi, 2002
          - Charinus tronchonii - (Ravelo, 1975)[3]
          - Charinus wanlessi - (Quintero, 1983)[3]

        - Geslacht Sarax - Simon, 1892
          - Sarax brachydactylus - Simon, 1892
          - Sarax buxtoni - (Gravely, 1915)[3]
          - Sarax cochinensis - (Gravely, 1915)[3]
          - Sarax davidovi - Fage, 1946
          - Sarax javensis - (Gravely, 1915)[3]
          - Sarax mediterraneus - Delle Cave, 1986
          - Sarax rimosus - (Simon, 1901)[3]
          - Sarax sarawakensis - (Thorell, 1888)[3]
          - Sarax singaporae - Gravely, 1911
          - Sarax willeyi - Gravely, 1915

  - Infraorde Neoamblypygi
    - Superfamilie Charontoidea
      - Familie Charontidae - Simon, 1892
        - Geslacht Charon - Karsch, 1879
          - Charon annulipes - Lauterer, 1895
          - Charon gervaisi - Harvey & West, 1998
          - Charon grayi - (Gervais, 1842)[3]
          - Charon oenpelli - Harvey & West, 1998
          - Charon trebax - Harvey & West, 1998

        - Geslacht Stygophrynus - Kraepelin, 1895
          - Stygophrynus forsteri - Dunn, 1949
          - Stygophrynus moultoni - Gravely, 1915
          - Stygophrynus brevispina - Weygoldt, 2002
          - Stygophrynus cavernicola - (Thorell, 1889)[3]
          - Stygophrynus cerberus - Simon, 1901
          - Stygophrynus dammermani - Roewer, 1928
          - Stygophrynus longispina - Gravely, 1915

    - Superfamilie Phrynoidea
      - Familie Phrynichidae
        - Geslacht Damon - C.L. Koch, 1850
          - Damon annulatipes - (Wood, 1869)[3]
          - Damon brachialis - Weygoldt, 1999
          - Damon diadema - (Simon, 1876)[3]
          - Damon gracilis - Weygoldt, 1998
          - Damon johnsonii - (Pocock, 1894)[3]
          - Damon longispinatus - Weygoldt, 1998
          - Damon medius - (Herbst, in Lichtenstein & Herbst 1797)[3]
          - Damon tibialis - (Simon, 1876)[3]
          - Damon uncinatus - Weygoldt, 1999
          - Damon variegatus - (Perty, 1834)[3]

        - Geslacht Euphrynichus - Weygoldt, 1995
          - Euphrynichus amanica - (Werner, 1916)[3]
          - Euphrynichus bacillifer - (Gerstaecker, 1873)[3]

        - Geslacht Musicodamon - Fage, 1939
          - Musicodamon atlanticus - Fage, 1939

        - Geslacht Phrynichodamon - Weygoldt, 1996
          - Phrynichodamon scullyi - (Purcell, 1902)[3]

        - Geslacht Phrynichus - Karsch, 1879
          - Phrynichus brevispinatus - Weygoldt, 1998
          - Phrynichus ceylonicus - (C.L.Koch, 1843)[3]
          - Phrynichus deflersi - Simon, 1887
          - Phrynichus dhofarensis - Weygoldt, Pohl & Polak, 2002
          - Phrynichus exophthalmus - Whittick, 1940
          - Phrynichus gaucheri - Weygoldt, 1998
          - Phrynichus heurtaultae - Weygoldt, Pohl & Polak, 2002
          - Phrynichus jayakari - Pocock, 1894
          - Phrynichus longespina - (Simon, 1936)[3]
          - Phrynichus lunatus - (Pallas, 1772)
          - Phrynichus madagascariensis - Weygoldt, 1998
          - Phrynichus nigrimanus - (C.L.Koch, 1847)[3]
          - Phrynichus orientalis - Weygoldt, 1998
          - Phrynichus phipsoni - Pocock, 1894
          - Phrynichus pusillus - Pocock, 1894
          - Phrynichus reniformis - (Linnaeus, 1758)[3]
          - Phrynichus scaber - (Gervais, 1844)[3]
          - Phrynichus spinitarsus - Weygoldt, 1998

        - Geslacht Trichodamon - Mello-Leitão, 1935
          - Trichodamon froesi - Mello-Leitao, 1940
          - Trichodamon princeps - Mello-Leitao, 1935
          - Trichodamon pusillus - Mello-Leitao, 1936

        - Geslacht Xerophrynus - Weygoldt, 1996
          - Xerophrynus machadoi - (Fage, 1951)[3]

      - Familie Phrynidae
        - Geslacht Acanthophrynus - Kraepelin, 1899
          - Acanthophrynus coronatus - (Butler, 1873)[3]

        - Geslacht Electrophrynus  † - Petrunkevitch, 1971
          - Electrophrynus mirus  † - Petrunkevitch, 1971

        - Geslacht Heterophrynus - Pocock, 1894
          - Heterophrynus alces - Pocock, 1902
          - Heterophrynus armiger - Pocock, 1902
          - Heterophrynus batesii - (Butler, 1873)[3]
          - Heterophrynus brevimanus - Mello-Leitao, 1931
          - Heterophrynus cervinus - Pocock, 1894
          - Heterophrynus cheiracanthus - (Gervais, 1842)[3]
          - Heterophrynus elaphus - Pocock, 1903
          - Heterophrynus gorgo - (Wood, 1869)[3]
          - Heterophrynus pumilio - (C.L.Koch, 1840)[3]
          - Heterophrynus seriatus - Mello-Leitao, 1940
          - Heterophrynus vesanicus - Mello-Leitao, 1941

        - Geslacht Paraphrynus - Moreno, 1940
          - Paraphrynus azteca - (Pocock, 1894)[3]
          - Paraphrynus baeops - Mullinex, 1975
          - Paraphrynus chacmool - (Rowland, 1973)[3]
          - Paraphrynus chiztun - (Rowland, 1973)[3]
          - Paraphrynus cubensis - Quintero, 1983
          - Paraphrynus emaciatus - Mullinex, 1975
          - Paraphrynus grubbsi - Cokendolpher & Sissom, 2001
          - Paraphrynus intermedius - (Franganillo, 1926)
          - Paraphrynus laevifrons - (Pocock, 1894)[3]
          - Paraphrynus macrops - (Pocock, 1894)[3]
          - Paraphrynus mexicanus - (Bilimek, 1867)[3]
          - Paraphrynus pococki - Mullinex, 1975
          - Paraphrynus raptator - (Pocock, 1902)[3]
          - Paraphrynus reddelli - Mullinex, 1979
          - Paraphrynus robustus - (Franganillo, 1931)[3]
          - Paraphrynus subspinosus - Franganillo, 1936
          - Paraphrynus velmae - Mullinex, 1975
          - Paraphrynus viridiceps - (Pcocok, 1894)[3]
          - Paraphrynus williamsi - Mullinex, 1975

        - Geslacht Phrynus - Lamarck, 1801
          - Phrynus asperatipes - Wood, 1863
          - Phrynus barbadensis - (Pocock, 1894)[3]
          - Phrynus cozumel - Armas, 1995
          - Phrynus damonidaensis - Quintero, 1981
          - Phrynus eucharis - Armas & Gonzalez, 2001
          - Phrynus fossilis  † - Keferstein, 1828
          - Phrynus fuscimanus - C.L.Koch, 1847
          - Phrynus garridoi - Armas, 1994
          - Phrynus gervaisii - (Pocock, 1894)[3]
          - Phrynus goesii - Thorell, 1889
          - Phrynus hispaniolae - Armas & Gonzalez, 2001
          - Phrynus kennidae - Armas & Gonzalez, 2001
          - Phrynus levii - Quintero, 1981
          - Phrynus longipes - (Pocock, 1894)[3]
          - Phrynus maesi - Armas, 1995
          - Phrynus marginemaculatus - C.L.Koch, 1840
          - Phrynus noeli - Armas & Perez, 1994
          - Phrynus operculatus - Pocock, 1902
          - Phrynus palenque - Armas, 1995
          - Phrynus parvulus - Pocock, 1902
          - Phrynus pavesii - Fenizia, 1897
          - Phrynus pinarensis - Franganillo, 1940
          - Phrynus pinero - Armas & Avila Calvo, 2000
          - Phrynus pseudoparvulus - Armas & Viquez, 2001
          - Phrynus pulchripes - (Pocock, 1894)[3]
          - Phrynus resinae  † - (Schawaller, 1979)[3]
          - Phrynus santarensis - (Pocock, 1894)[3]
          - Phrynus tessellatus - (Pocock, 1894)[3]
          - Phrynus viridescens - Franganillo, 1931
          - Phrynus whitei - Gervais, 1842
          - Tarantula cordata - Lichtenstein, 1796
- Onderorde Paleoamblypygi
  - Superfamilie Paracharontoidea
    - Familie Paracharontidae
      - Geslacht Paracharon - Hansen, 1921
        - Paracharon caecus - Hansen, 1921

    - Familie incertae sedis
      - Geslacht Britopygus  † - Dunlop & Martill, 2002
        - Britopygus weygoldti  † - Dunlop & Martill, 2002

      - Geslacht Graeophonus  † - Scudder, 1890
        - Graeophonus anglicus  † - Pocock, 1911
        - Graeophonus carbonarius  † - (Scudder, 1876)[3]

      - Geslacht Sorellophrynus  † - Harvey, 2002
        - Sorellophrynus carbonarius  † - Petrunkevitch, 1913

      - Geslacht Thelyphrynus  † - Petrunkevitch, 1913
        - Thelyphrynus elongatus  † - Petrunkevitch, 1913